# Heuckewalde
Heuckewalde is een plaats en voormalige gemeente in de Duitse deelstaat Saksen-Anhalt, en maakt deel uit van de Landkreis Burgenlandkreis.
Heuckewalde telt 460 inwoners.